# Macroramphosus gracilis
Macroramphosus gracilis is een straalvinnige vissensoort uit de familie van snipmesvissen (Centriscidae). De wetenschappelijke naam van de soort is, als Centriscus gracilis, voor het eerst geldig gepubliceerd in 1839 door Lowe.